# Rue Jacquot
La rue Jacquot est une voie de la commune de Nancy, dans le département de Meurthe-et-Moselle, en région Lorraine.

## Situation et accès
La rue Jacquot se situe au sein de la vieille ville de Nancy, et appartient administrativement au quartier Ville-Vieille - Léopold. Elle s'étend de la Grande-Rue au parc de la Pépinière et prolonge la rue des États. 
Elle borde latéralement le palais des Ducs de Lorraine et l'église des Cordeliers, dont les entrées se situent sur la Grande-Rue, et l'ancienne  gendarmerie, inscrite au titre des monuments historiques, située au no 7 de la rue des Cordeliers.

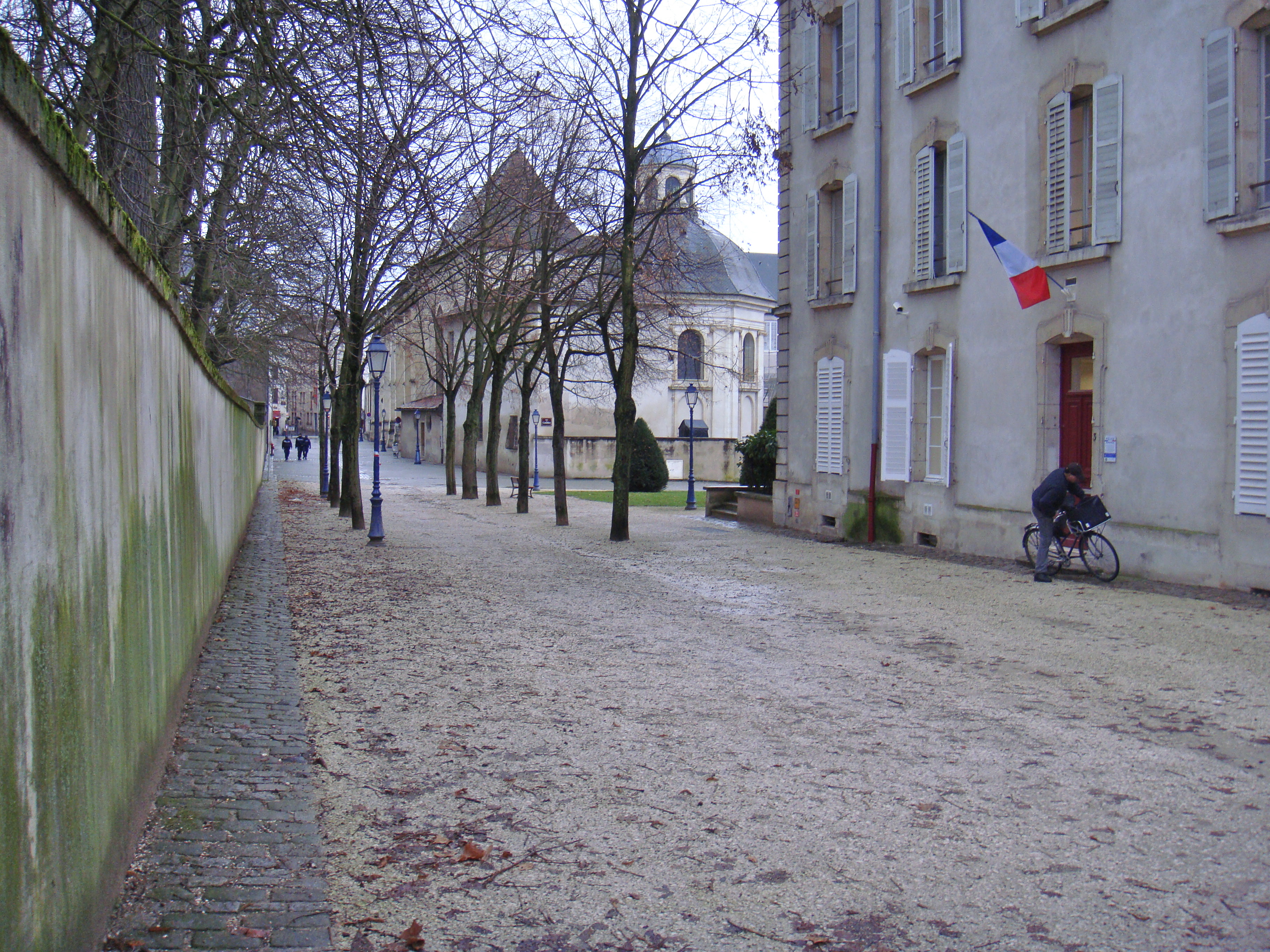
De la gendarmerie vers la chapelle.

La rue accueille les dimanches matin le marché de la Vieille ville, à vocation alimentaire et comprenant une quinzaine de commerçants.

## Origine du nom
Elle porte le nom du sculpteur nancéien Georges Jacquot (1794-1874).

## Historique
Cette rue ouverte en 1873, après l'incendie du Palais Ducal et de la Gendarmerie, dans l'ancienne ruelle, dite des Cordeliers prend sa dénomination actuelle le 22 février 1875.

## Bâtiments remarquables et lieux de mémoire
- no 3 : Police municipale.